# فيروس جي سي
فيروس جي سي(بالإنجليزية: JC virus) هو عدوى تستهدف الخلايا الدبقية بشكل خاص وهي الخلايا الداعمة في الدماغ.

## التواجد
فيروس جي سي غالبا ما يتواجد عند الأشخاص الذين يعانون من تثبيط جهاز المناعة عندهم وحتى الآن لم يجد العلماء أي وسيلة فاعلة لدراسة أو فحص طرق المعالجة الجديدة .

## الاعراض
هذا الفيروس يصيب فقط الخلايا الدبقية عند البشر وليس الخلايا الدماغية .

## علم الأوبئة
يتميز فيروس JC كثيرا بحيث يقدر أن 70-90% من الأمريكيين قد تعرضوا له وقد يحملونه بشكل خفي (سبات )m وبالنسبة للأغلبية الضخمة من هؤلاء الناس فإن الفيروس لن يصبح معديا أو يؤدي لحدوث أي مرض خلال حياتهم .
وعلى أي حال، فعند بعض المرضى الذين يمتلكون أنظمة مناعية مثبطة إما بسبب مرض ما أو بسبب الأدوية المثبطة للمناعة فإن الفيروس يمكن أن يصبح فعالا ويجد طريقه أخيرًا إلى الدماغ وما إن يصل إلى هناك حتى يفعّل اعتلال بيضاء الدماغ متعدد البؤر المترقي PML وهو إنتان خطر للمادة البيضاء في الدماغ.
شوهد اعتلال بيضاء الدماغ متعدد البؤر المترقيPML للمرة الأولى عند مرضى اللوكيميا واللمفوما خلال خمسينات وستينات القرن الماضي وأصبح أكثر شيوعا خلال جائحة الايدز في ثمانينات القرن الماضي قبل الاستعمال الواسع الانتشار للمعالجات لمضادات الفيروسات الرجعية. ومؤخرا لوحظ بشكل كبير عند الأشخاص الذين يخضعون لمعالجات مثبطة للمناعة طويلة الأمد لأمراض المناعة الذاتية مثل التصلب المتعدد.
وحتى الآن كان من شبه المستحيل دراسة تطور المرض أو اختبار أنواع جديدة من العلاجات لأن الفيروس يهاجم فقط الخلايا الدبقية في الدماغ عند البشر ولا يهاجم الخلايا الدبقية عند الفئران أو أي حيوان آخر يستعمل بشكل شائع للتحقق من آليات المرض مما يجعل من الصعب دراسته .
تتألف الخلايا الدبقية من فئتين رئيسيتين من الخلايا هما الخلايا النجمية astrocytes وهي خلايا الدعم الأساسية في الدماغ والخلايا قليلة التغصنoligodendrocytes وهي مصدر الميلين myelin والتي هي نسيج دهني من المادة البيضاء التي تعزل الألياف العصبية في الدماغ .

## وصلات إضافية
- NCBI—JC Virus Complete Genome
- JC Brain infection نسخة محفوظة 27 ديسمبر 2011 على موقع واي باك مشين. MRI Diagnosis of PML